# Ngoni de Tanzanie
Pour les articles homonymes, voir Ngoni.
Ne doit pas être confondu avec Langues nguni ou Ngoni du Mozambique.
Le ngoni de Tanzannie est une langue bantoue parlée en Tanzanie par la population ngoni. Elle est proche mais distincte et non mutuellement intelligible avec le ngoni parlé au Mozambique.

## Écriture
| a  | b  | c  | d   | e | f | g | h  | i | j | k | l | m | mb | n |
| ny | nd | nj | ng’ | o | p | s | sh | t | u | v | w | y | z  |   |

## Prononciation
|            | Antérieure | Centrale | Postérieure |
| ---------- | ---------- | -------- | ----------- |
| Fermée     | i          |          | u           |
| Mi-ouverte | ɛ          |          | ɔ           |
| Ouverte    |            | a        |             |